# Acantharctia ansorgei
Acantharctia ansorgei là một loài bướm đêm thuộc phân họ Arctiinae, họ Erebidae.